# Марко Пароло
Марко Пароло (на италиански: Marco Parolo) е бивш италиански футболист, полузащитник.

## Кариера

### Юношеска
Пароло е играл е юношеските АСКД Торино Клуб (1996–1998) и Сокър Бойс (1998–2001), които след неговият дебют в Серия А през 2010 г. получават €18 000 и €53 484.54 като солидарност към аматьорските и юношески отбори. През 2004 г. играе за Комо в юношеското първенство Кампеонато Национале Примавера.

### Комо
На 19 септември 2004 г. е професионалният дебют на Марко Пароло за Комо, при който той си отбелязва автогол. Въпреки това, вестник Ла Гадзета дело Спорт му дава оценка 6.5/10. Остава в отбора до края на сезон 2004/05, въпреки че Комо обявява фалит през декември 2004 г. Пароло играе и в двата плей-аут мача за оставане срещу Новара Калчо, загубени с общ резултат 1:2. Комо е закрит след края на сезона, поради липса на купувачи.

### Киево
На 30 август 2005 г. Пароло подписва с Киево и веднага е пратен в Пистоезе чрез сделка за съсобственичество за €10 000. За два сезона, Пароло записва 52 мача. През юни 2007 г. Киево си откупува напълно Пароло за €15 000 и го праща във Фолиньо. В Серия Ц1 записва 25 мача и играе в плей-оф мач за промоция срещу Читадела.
На 4 юли 2008 г. се връща в Киево за да бъде премине веднага във Верона.

### Чезена
На 10 юли 2009 г. подписва с Чезена. Още през първия си сезон там, печели промоция за Серия А, след като отборът му завършва на 2-ро място. През юни 2010 г. Чезена откупува и другата част от правата на Пароло за €300 000 и той подписва до 2013 г.

### Парма
На 7 юли 2012 г. Парма подписва с Пароло за €1 млн. През сезон 2012/13 той играе в 36 мача. Сезон 2013/14 е добър за Парма и те се класират за Лига Европа, но не получават лиценз от Италианската футболна федерация.

### Лацио
На 30 юни 2014 г. президента на Лацио Клаудио Лотито обявява трансфера на Марко Пароло за €4.5 млн.

## Национален отбор
На 20 март 2011 г. е повикан в националния отбор за приятелски мач и квалификациите за Евро 2012. Чезаре Прандели го избира и за Мондиал 2014, където дебютира срещу Англия.
На 31 май 2016 г. попада в състава на Антонио Конте за Евро 2016.